# Alanje
Alanje is een plaats en gemeente (in Panama un distrito genoemd) in de provincie Chiriquí in Panama. In 2015 was het inwonersaantal 17.000.
De gemeente bestaat uit devolgende negen deelgemeenten (corregimiento), waarvan 2 sedert 2003: Alanje (de hoofdplaats, cabecera), Canta Gallo, Divalá, El Tejar, Guarumal, Nuevo México, Palo Grande, Querévalo en Santo Tomás.